# Vítor Melo Pereira
Vitor Melo (Lisbona, 21 aprile 1957) è un ex arbitro di calcio portoghese.

## Carriera
Promosso nella Top Class UEFA dei fischietti europei nel 1997, venne selezionato in ben due edizioni dei Mondiali di calcio: a Francia 1998 diresse due incontri, Croazia-Giamaica e l'ottavo di finale tra Germania e Messico; nel 2002, arbitrò Francia-Danimarca e l'ottavo di finale tra Messico e Stati Uniti. Fu designato anche per i campionati europei di calcio del 2000, dove fu impiegato in 3 occasioni: Jugoslavia-Slovenia, Italia-Svezia ed il quarto di finale tra gli italiani e la Romania, partita che lo vide protagonista dell'espulsione del rumeno Gheorghe Hagi per un fallo su Antonio Conte.
In carriera, riuscì a dirigere anche la finale di Supercoppa Europea 2001 tra Bayern Monaco e Liverpool, e la finale di Coppa UEFA 2001-2002 tra Feyenoord e Borussia Dortmund, disputatasi a Rotterdam. Vanta anche la direzione in una semifinale di Coppa delle Coppe (nel 1998) e in due semifinali di UEFA Champions League (nel 1999 e nel 2000).
Nel 2011 la FIFA gli conferisce il prestigioso FIFA Special Award..
Attualmente è osservatore UEFA.